# زندگانی فاطمه زهرا
زندگانی فاطمه زهرا سلام الله علیها نام کتابی است به زبان فارسی که توسط سیّد جعفر شهیدی (م ۱۳۸۶) تألیف شده است. از این کتاب به عنوان برجسته‌ترین کتاب پیرامون زندگی فاطمه زهرا یاد شده.

## موضوع
نویسنده گزارشی از زندگانی و سرگذشت فاطمه زهرا را با رویکرد تاریخی، تحلیلی ارائه داده‌است. وی به بررسی برخی از رویدادهای مهم تاریخی که از زمان محمد بن عبدالله به واقع پیوسته سخن می‌گوید و مطالب خود را تا پس از درگذشت فاطمه زهرا ادامه می‌دهد.
شهیدی در این کتاب به پرسش‌های زیادی پاسخ می‌دهد؛ برخی از آن‌ها عبارتند از:
- چرا مسلمانان در احتجاج فاطمه با خلیفه خاموش نشستند؟
- چرا فدکی که حق فاطمه بوده توسط حکومت مورد تصرف واقع شد؟
- چرا فاطمه زهرا را شبانه به خاک سپردند؟
- درددل‌های علی بر کنار قبر زهرا چه بود؟
- مدفن فاطمه زهرا در کجا قرار دارد؟[۶][۷]

## ویژگی‌ها
از مهم‌ترین ویژگی‌های کتاب علاوه بر نثر شیوا و تأثیرگذار نویسنده، می‌توان به مستند بودن آن به منابع دست اول تاریخی و آوردن قرائن خارجی بر صحت و درستی مطالب اشاره کرد.

## مقدمه
سید جعفر شهیدی در بخشی از مقدمه این کتاب چنین می‌نویسد: